# Đinh Nhật Tân
Đinh Nhật Tân (1836–1887), tự Học Tiêu, hiệu Đông Bích chủ nhân, là quan viên, nhà thơ thời Nguyễn, một trong những lãnh đạo của cuộc khởi nghĩa Đồng Thông trong phong trào Cần vương.

## Cuộc đời
Đinh Nhật Tân sinh năm 1836 ở thôn Thư Phủ, xã Lương Điền, huyện Đông Thành, phủ Diễn Châu, tỉnh Nghệ An (nay thuộc xã Diễn Thái, huyện Diễn Châu, tỉnh Nghệ An), thuộc dòng dõi Quốc công Đinh Thế Truyền ở Hoa Lư (Ninh Bình). Sách Hỏi đáp về cuộc khởi nghĩa Hương Khê (2008) chép rằng ông xuất thân nhà nghèo, cùng thôn với Nguyễn Xuân Ôn, mồ côi cha mẹ từ năm 16 tuổi và phải ở nhờ nhà chị gái để có tiền ăn học. Thông tin trên còn tồn nghi, khi Nguyễn Xuân Ôn là người chòm Cồn Sắt thuộc làng Văn Hiến hoặc làng Quần Phương (tên Nôm là làng Cồn Sắt), đều cùng xã Diễn Thái.
Năm 1870, ông đỗ Cử nhân dưới thời vua Tự Đức (một số nguồn ghi là năm 1871 hoặc 1878). Năm 1875, ông làm chức Hậu bổ ở tỉnh Nam Định, rồi chuyển làm Nhiếp biện ấn vụ huyện Chân Ninh (nay là huyện Trực Ninh, Nam Định). Ba năm sau, ông thăng chức Đồng tri phủ lĩnh Tri huyện huyện Nam Chân (nay là huyện Nam Trực, Nam Định). Nhờ tính cách cương trực, thanh liêm, cùng với việc ứng phó tốt với nạn hạn hán, sâu bệnh trong huyện, ông được đại thần Vũ Trọng Bình đề cử. Năm 1881, ông được bổ nhiệm làm Giám sát ngự sử đạo Yên Định.
Năm 1883, ông giữ chức Hải Phòng tham biện, đóng giữ đồn Lỗ Châu ở cửa biển Thuận An (Thừa Thiên Huế). Khi quân Pháp tấn công, ông cùng quân lính trong đồn chống trả quyết liệt nhưng không tránh khỏi thất bại. Triều đình đầu hàng, ông bỏ quan về quê.
Năm 1885, vua Hàm Nghi ban chiếu Cần vương. Đinh Nhật Tân hưởng ứng lời mời của Nguyễn Xuân Ôn, cùng với Nguyễn Nguyên Thành, Lê Doãn Nhã, Trần Quang Diệm tổ chức lễ tế cờ ở vườn Mới (Diễn Thái), tuyên bố khởi nghĩa chống Pháp. Đinh Nhật Tân được phong làm Tham biện An Tĩnh sự vụ, hàm Hồng lô tự thiếu khanh.
Cuối tháng 7 năm 1887, thủ lĩnh Nguyễn Xuân Ôn bị thực dân Pháp bắt, Đinh Nhật Tân bệnh nặng và mất trong quân sau đó một tháng.

## Gia đình
Trong các cháu của của Đinh Nhật Tân, có Đinh Viết Lễ, Đinh Nhật Toản đỗ Tú tài, Đinh Viết Hòe đỗ Cử nhân.

## Tác phẩm
Tác phẩm của ông chỉ còn lại ba bài thơ Tự thuật, Tại kinh cảm tác và Bính Tuất tiết đề vịnh được in trong Tổng tập văn học Việt Nam.

## Vinh danh
Tên của ông được đặt cho một con đường ở thành phố Vinh (Nghệ An) và quận Cẩm Lệ (Đà Nẵng).